# Niccan B
Niccan B(et) (hebr. ניצן ב'; pol. Pąki kwiatowe) – wieś położona w samorządzie regionu Chof Aszkelon, w Dystrykcie Południowym, w Izraelu.
Leży na nadmorskiej równinie w północno-zachodniej części pustyni Negew, w otoczeniu miast Aszkelon i Aszdod, moszawu Bet Ezra, kibucu Niccananim, oraz wioski Niccan. Na południowy zachód od wioski znajduje się szkoleniowa baza wojskowa Sił Obronnych Izraela - Baza Lahaw.

## Historia
Historia tutejszej osady rozpoczęła się w grudniu 1943, kiedy to Żydowski Fundusz Narodowy zakupił w tym rejonie 400 akrów ziemi, z sadem drzew cytrusowych, winnicą i dwupiętrowym domem. Utworzone tutaj gospodarstwo rolnicze było wykorzystywane do przyjmowania nielegalnych żydowskich imigrantów lądujących na pobliskich plażach Morza Śródziemnego. Imigranci byli ukrywani przed poszukującymi ich brytyjskimi żołnierzami i policjantami (Mandat Palestyny).
Po 1945 w utworzonym tutaj kibucu Niccanim osiedlili się ocaleni z Holocaustu imigranci z Polski i Rumunii. Na początku wojny o niepodległość z kibucu ewakuowano wszystkie kobiety i dzieci. 7 czerwca 1948 kibuc został zaatakowany i po ciężkiej walce zdobyty przez wojska egipskie. W bitwie o Niccanim zginęło 33 żydowskich obrońców. Egipcjanie całkowicie zniszczyli kibuc, który został odzyskany przez Izraelczyków w listopadzie. Jeszcze w 1949 utworzono wioskę młodzieżową Niccanim (w 1990 została przekształcona w wieś Niccan).
W 1951 w miejscu położonym 3 km na południe od swojego pierwotnego położenia założono współczesny kibuc Niccanim.

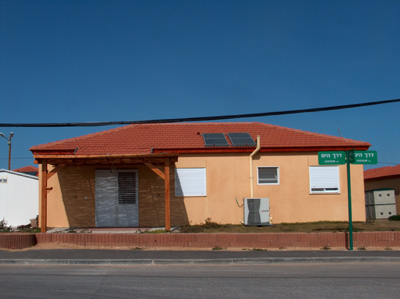
Nowe domy budowane w Niccan B

Po ewakuacji żydowskich osiedli ze Strefy Gazy w 2005 zamieszkało tutaj wielu mieszkańców z ewakuowanego osiedla Gusz Katif. Zamieszkali oni w 750 wybudowanych tymczasowych domach. Osiedle to zostało nazwane Niccan B lub Niccan 2. Budowie tego nowego osiedla sprzeciwiały się organizacje ekologiczne, które obawiały się naruszenia delikatnego ekosystemu nadmorskich wydm.
W 2007 osiedle uzyskało status samodzielnej wioski.

## Edukacja, kultura i sport
W wiosce znajduje się szkoła podstawowa, ośrodek kultury oraz boisko do piłki nożnej.

## Komunikacja
Przy południowej granicy wioski przebiega droga nr 3631 , którą jadąc na zachód dojeżdża się do wioski Niccan, lub jadąc na wschód dojeżdża się do drogi ekspresowej nr 4  (Erez–Kefar Rosz ha-Nikra).